# Qapān-e Soflá
Qapān-e Soflá (persiska: قَپان سفلى, كَپَن, قَپان, Qapān-e Pā’īn, قپان پائين) är en ort i Iran.   Den ligger i provinsen Golestan, i den norra delen av landet, 400 km nordost om huvudstaden Teheran. Qapān-e Soflá ligger 218 meter över havet och antalet invånare är 210.
Terrängen runt Qapān-e Soflá är kuperad åt nordost, men åt sydväst är den platt. Qapān-e Soflá ligger nere i en dal.Runt Qapān-e Soflá är det ganska glesbefolkat, med 48 invånare per kvadratkilometer. Närmaste större samhälle är Arjanlī, 14,0 km söder om Qapān-e Soflá. Trakten runt Qapān-e Soflá består till största delen av jordbruksmark.